# Penz (Gemeinde Behamberg)
Penz ist eine Ortschaft und Katastralgemeinde in der Gemeinde Behamberg in Niederösterreich.

## Geographie
Die Rotte Penz befindet sich westlich des heutigen Gemeindehauptortes Behamberg und erstreckt sich bis zum Ramingbach. Die Katastralgemeinde Penz besteht aus dem Dorf Behamberg, zugleich Sitz der Gemeindeverwaltung, den Rotten Anger, Brettbach, Kindlehen, Penz, Post, Raming und Schaumberg, der Streusiedlung Eglschachen sowie einer Einzellage. Am 1. Jänner 2024 zählte die Ortschaft 1997 Einwohner.

## Geschichte
Im Franziszeischen Kataster von 1822 ist die Katastralgemeinde mit vielen verstreuten Rotten und Einzellagen verzeichnet, wobei sich auch Behamberg kaum davon abhob. Laut Adressbuch von Österreich waren im Jahr 1938 in Penz ein Bäcker, zwei Gastwirte, ein Gemischtwarenhändler, ein Glaser, ein Müller, ein Schneider und zwei Schneiderinnen, ein Schuster, ein Wagner und ein Zimmermeister ansässig.